# 兰斯洛特·罗伊尔
兰斯洛特·罗伊尔（英語：Lancelot Royle，1898年5月31日—1978年6月19日），英国男子田径运动员，主攻短跑。他曾代表英国参加1924年夏季奥林匹克运动会田径比赛，获得男子4×100米接力银牌。